# Kenya ai Giochi della XX Olimpiade
Il Kenya partecipò ai Giochi della XX Olimpiade che si sono svolti a Monaco di Baviera dal 26 agosto all'11 settembre 1972, con una delegazione di 57 atleti impegnati in 4 discipline per un totale di 29 competizioni. Portabandiera fu il mezzofondista Kipchoge Keino, alla sua terza Olimpiade, già vincitore di una medaglia d'oro e una d'argento a Città del Messico 1968.
Il bottino della squadra, alla sua quinta partecipazione ai Giochi estivi, fu di nove medaglie: due d'oro, tre d'argento e quattro di bronzo. Sei medaglie, tra le quali le due d'oro, arrivarono dall'atletica leggera, le altre dal pugilato.

## Medaglie
| Medaglia | Nome                                                 | Sport            | Evento          |
| -------- | ---------------------------------------------------- | ---------------- | --------------- |
| Oro      | Kipchoge Keino                                       | Atletica leggera | 3000 m siepi    |
| Oro      | Julius Sang Charles Asati Munyoro Nyamau Robert Ouko | Atletica leggera | Staffetta 4x400 |
| Argento  | Kipchoge Keino                                       | Atletica leggera | 1500 metri      |
| Argento  | Ben Jipcho                                           | Atletica leggera | 3000 m siepi    |
| Argento  | Philip Waruinge                                      | Pugilato         | Pesi piuma      |
| Bronzo   | Julius Sang                                          | Atletica leggera | 400 metri       |
| Bronzo   | Mike Boit                                            | Atletica leggera | 800 metri       |
| Bronzo   | Samuel Mbugua                                        | Pugilato         | Pesi leggeri    |
| Bronzo   | Richard Murunga                                      | Pugilato         | Pesi welter     |